# Gouverneur des îles Caïmans
Le gouverneur des îles Caïmans (en anglais : Governor of the Cayman Islands) est le représentant du monarque britannique dans le territoire britannique d'outre-mer des îles Caïmans. Le gouverneur est nommé par le monarque sur conseil du gouvernement du Royaume-Uni. Le rôle du gouverneur est d'agir de facto en tant que chef d'État, et son rôle principal est de nommer le Premier ministre.
La gouverneure actuelle est Jane Owen depuis 2023.
Le gouverneur possède son propre pavillon, l'Union Flag frappé des armoiries du territoire.

## Histoire
À partir de 1750, les îles sont administrées comme faisant partie de la Jamaïque et dirigées par un magistrat en chef, puis un commissaire en 1898. À l'indépendance de ce pays en 1962, les îles sont séparées et deviennent un territoire d'outre-mer. En 1959, le gouvernement britannique nomme un administrateur, remplacé par un gouverneur à partir de 1971.

## Liste des Magistrats en chef des îles Caïmans
- William Cartwright (1750 - 1776)
- William Bodden (1776 - 1823)
- James Coe the Elder (1823 - 1829)
- John Drayton (1829 - 1842)
- James Coe the Younger (1842 - 1855)
- William Eden (1855 - 1879)
- William Bodden Webster (1879 - 1888)
- Edmund Parsons (1888 - 1898)

## Liste des Commissaires des îles Caïmans
- Frederick Shedden Sanguinnetti (1898 - 1907)
- George Stephenson Hirst (1907 - 1912)
- Arthur C Robinson (1912 - 1919)
- Hugh Houston Hutchings (1919 - 1929)
- Captain G. H. Frith (1929 - 1931)
- Ernest Arthur Weston (1931 - 1934)
- Allen Wosley Cardinall (1934 - 1940)
- Albert C. Panton Snr (1940 - 1941)
- John Perry Jones (1941 - 1946)
- Ivor Otterbein Smith (1946 - 1952)
- Andrew Morris Gerrard (1952  - 1956)
- Alan Hillard Donald (1956 - 4 juillet 1959)

## Liste des administrateurs des îles Caïmans
- Alan Hilliard Donald (4 juillet 1959 - 1960)
- Jack Rose (1960 - 1964)[1]
- John Alfred Cumber (1964 - 1968)
- Athelstan Charles Ethelwulf Long (1968 - 22 août 1971)

## Liste des Gouverneurs des îles Caïmans
- Athelstan Charles Ethelwulf Long (22 août 1971 - 1972)
- Kenneth Roy Crook (1972 – 1974)
- Thomas Russell (1974 – 1981)
- George Peter Lloyd (1982 – 10 juin 1987)
- Alan James Scott (10 juin 1987 – 14 septembre 1992)
- Michael Edward John Gore (14 septembre 1992 – 16 octobre 1995)
- John Wynne Owen (16 octobre 1995 – 5 mai 1999)
- Peter Smith (5 mai 1999 – 9 mai 2002)
- James Ryan (9 mai 2002 – 29 mai 2002) (intérim)
- Bruce Dinwiddy (29 mai 2002 – 28 octobre 2005)
- George A. McCarthy (28 octobre 2005 – 23 novembre 2005) (intérim)
- Stuart Jack (23 novembre 2005 – 2 décembre 2009)
- Donovan Ebanks (2 décembre 2009 – 15 janvier 2010) (intérim)
- Duncan Taylor  (15 janvier 2010 – 15 janvier 2010)
- Franz Manderson (7 août 2013 - 6 septembre 2013) (intérim)
- Helen Kilpatrick (6 septembre 2013 - 5 mars 2018)
- Anwar Choudhury (26 mars 2018 - octobre 2018)
- Martyn Roper (29 octobre 2018 - 29 mars 2023)
- Jane Owen (depuis le 21 avril 2023)